# Петко Симеонов
Петко Симеонов е български учен, писател и политик, съучредител на Съюза на демократичните сили.

## Биография
Роден е в гр.Фердинанд, сега Монтана, през 1942 г. Средно образование завършва в родния си град, а висше - специалност философия - в Софийския държавен университет.
Работи като редактор в сп. „Младеж“ (1967 – 1968).
Старши научен сътрудник в Института по социология на БАН от 1969 до 1991 и отново от 2001 г.
Издател на бюлетина „Социологически преглед“, ръководител на Клуба на социолога във в. „Труд“.
Член на Клуба за подкрепа на гласността и преустройството, създаден на 3 ноември 1988 г. Участник в Кръглата маса. Пръв директор на вестник „Демокрация“. Член на Координационния съвет на СДС (1990 – 1991), заместник-председател на СДС до юли 1991 г. и председател на Централния избирателен клуб на СДС за изборите за Велико народно събрание през юни 1990 г.
Депутат от СДС в Седмото ВНС, където създава и председателства комисията по демографска политика, закрита от следващото народно събрание.
Директор на Агенцията за чуждестранна помощ (януари 1991 – юли 1992).
Напуска СДС през юли 1991 г. с първата вълна на „отлюспване“. Основава Българска партия либерали. През 1996 г. се оттегля от активна политическа дейност.
През 2001 г. се връща в БАН. до 2008 г. Преподавател в Пловдивския университет и в Софийския университет „Св. Климент Охридски“ до 2013 г..
Автор е на романи, новели и монографии. През 1997 г. създава и в годините след това поддържа интернет сайта omda.bg („Приказката България“/"Wonderland Bulgaria"). 
Член на Съюза на българските писатели.